# ジューイッシュ・クロニクル
ジューイッシュ・クロニクル（Jewish Chronicle, JC）は、1841年創業のイギリスの新聞。イギリスのユダヤ人社会の80パーセントが読んでいるとされる。
情報と歴史については David Cesarani The Jewish Chronicle and Anglo Jewry （ケンブリッジ大学出版　Cambridge University Press） (ISBN 0-521-43434-3) に詳しく書かれてある。